# 海保博之
海保 博之（かいほ ひろゆき、1942年10月1日 - 2021年8月9日）は、日本の心理学者。筑波大学名誉教授。専門は認知心理学。

## 来歴
千葉県出身。1961年千葉県立第一高等学校卒業、1965年東京教育大学教育学部心理学科卒業 、1968年東京教育大学大学院博士課程中退。
1968年、徳島大学教育学部助手に就任、講師、助教授を経て、1975年7月に筑波大学に転任、1985年3月25日教育学博士、1991年心理学系教授となる。筑波大学では心理学研究科長を務め、加えて2002年から2005年まで筑波大学附属高等学校校長を務めた。2006年3月をもって筑波大学を定年退職する。
2006年4月、東京成徳大学応用心理学部教授に就任。同年5月23日、筑波大学より名誉教授の称号を授与される。
2011年4月1日、東京成徳大学の副学長に就任。2013年4月より2017年まで同大学学長。
2017年4月、東京成徳大学名誉教授および学術顧問。
2021年8月9日、S状結腸がんのため死去。78歳没。死没日をもって従四位に叙され、瑞宝中綬章を追贈される。

## 著書

### 単著
- 『心理・教育のためのデータ解析入門 Q&A』（日本文化科学社） 1980.11 ASIN B000J82TFW
- 『「誤り」の心理を読む』（講談社） 1986.11　ISBN 4-06-148836-8
- 『こうすればわかりやすい表現になる 認知表現学への招待』（福村出版） 1988.12　ISBN 4-57-121025-6
- 『パワーアップ集中術 仕事に勉強にスポーツに』（日本実業出版社） 1987.7　ISBN 4-53-401266-7
- 『読ませる・見せる表現のコツ わかりやすい文章・図表の書き方からイラスト・地図の描き方まで 3分間トレーニング』（日本実業出版社） 1989.10　ISBN 4-53-401514-3
- 『わかりやすいマニュアルをつくる 企画から評価まで』（日本規格協会） 1991.3　ISBN 4-54-233009-5
- 『一目でわかる表現の心理技法 文書・図表・イラスト』（共立出版） 1992.3　ISBN 4-32-000879-0
- 『説明を授業に生かす先生』（図書文化社） 1993.9　ISBN 4-81-003231-0
- 『説明と説得のためのプレゼンテーション 文章表現、図解、話術、議論のすべて』（共立出版） 1995年1 ISBN 4-32-000888-X
- 『自己表現力をつける』（日本経済新聞社） 1997.5　ISBN 4-53-214530-9
- 『人はなぜ誤るのか ヒューマン・エラーの光と影』（福村出版） 1999.2、のち新装版 2006.4　ISBN 4-57-121032-9
- 『連想活用術 心の癒しから創造支援まで』（中央公論新社） 1999.11　ISBN 4-12-101506-1
- 『失敗を「まあ、いいか」にする心の訓練』（小学館） 2001.6　ISBN 4-09-417671-3
- 『くたばれ、マニュアル! 書き手の錯覚、読み手の癇癪』（新曜社） 2002.9　ISBN 4-78-850818-4
- 『心理学ってどんなもの』（岩波書店） 2003.3　ISBN 4-00-500427-X
- 『学習力トレーニング』（岩波書店） 2004.4　ISBN 4-00-500468-7
- 『集中力を高めるトレーニング』（あさ出版） 2004.10　ISBN 4-86-063075-0
- 『「ミス」をきっぱりなくす本』（成美堂出版） 2005.6　ISBN 4-41-507377-8
- 『ミスに強くなる! 安全に役立つミスの心理学』（中央労働災害防止協会） 2005.7　ISBN 4-80-591010-0
- 『認知と学習の心理学 知の現場からの学びのガイド』（培風館） 2007.2　ISBN 978-4-56-305862-3
- 『仕事日記をつけよう』（WAVE出版） 2012.4　ISBN 978-4-87-290555-7

### 共著
- 『漢字情報処理の心理学』（野村幸正共著、教育出版） 1983.5　ISBN 4-31-632640-6
- 『事例で学ぶ教育心理学』（杉原一昭共著、福村出版） 1986.4　ISBN 4-57-122019-7
- 『ユーザ・読み手の心をつかむマニュアルの書き方』（加藤隆, 堀啓造, 原田悦子共著、共立出版） 1987.9　ISBN 4-32-000858-8
- 『認知的インタフェース コンピュータとの知的つきあい方』（原田悦子, 黒須正明共著、新曜社） 1991.4　ISBN 4-78-850386-7
- 『心理学フロンティア 心の不思議にせまる』（松田隆夫, 藤原清, 穐山貞登共著、教育出版） 1992.3　ISBN 4-31-632770-4
- 『人に優しいコンピュータ画面設計 ユーザ・インタフェース設計への認知心理学的アプローチ』（加藤隆共著、日経BP ） 1992年10月6日発行 ） 1994年5月新装版発行、ISBN 4-82-227148-X）
- 『プロトコル分析入門 発話データから何を読むか』（原田悦子共著、新曜社） 1993.11　ISBN 4-78-850469-3
- 『クイズと体験でわかる心理学』（倉沢寿之, 神村栄一, 古川聡共著、福村出版） 1995.10　ISBN 4-57-120054-4
- 『Q&A心理データ解析』（服部環共著、福村出版） 1996.2　ISBN 4-571-20055-2
- 『ヒューマン・エラー 誤りからみる人と社会の深層』（田辺文也共著、新曜社） 1996.10[11]　ISBN 4-78-850575-4
- 『事例とクイズでわかる教育の心理学 発達・学習・生徒指導』（加藤厚, 正保春彦, 柏崎秀子, 渡部玲二郎, 金沢吉展共著、福村出版） 1997.11　ISBN 4-57-122041-3
- 『認知研究のための技法』（加藤隆共著、福村出版） 1999.2　ISBN 4-57-120581-3
- 『人を動かす文章づくり 心理学からのアプローチ』（山本博樹共著、福村出版） 2001.9　ISBN 4-57-121036-1
- 『日本語教育のための心理学』（柏崎秀子共著、新曜社） 2002.6　ISBN 4-78-850811-7
- 『キャリアアップのための発想支援の心理学』（松尾太加志共著、培風館） 2003.7　ISBN 4-56-305672-3
- 『心理学の切り口 身近な疑問をどう読み解くか』（森正義彦, 藤永保, 松原達哉, 織田正美, 繁枡算男共著、培風館） 2006.7　ISBN 4-56-305861-0
- 『安全・安心の心理学 リスク社会を生き抜く心の技法48』（宮本聡介共著、新曜社） 2007.2　ISBN 978-4-78-851034-0
- 『心理学研究法』（大野木裕明, 岡市廣成共著、放送大学教育振興会） 2008.3　ISBN 978-4-59-530807-9
- 『養護教諭のコミュニケーション 子どもへの対応、保護者・教師間連携のポイント』（田村節子共著、少年写真新聞社） 2012.3　ISBN 978-4-87-981417-3

### 編集
- 『漢字を科学する』（有斐閣） 1984.11　ISBN 4-64-102431-6
- 『心理・教育データの解析法10講 基礎編』（福村出版） 1985.10　ISBN 4-57-120035-8
- 『心理・教育データの解析法10講 応用編』（福村出版） 1986.5　ISBN 4-57-120036-6
- 『「温かい認知」の心理学 認知と感情の融接現象の不思議』（金子書房） 1997.7　ISBN 4-76-082126-0
- 『瞬間情報処理の心理学 人が二秒間でできること』（福村出版） 2000.9　ISBN 4-57-121033-7

### 共編
- 『患者を知るための心理学』（次良丸睦子共編、福村出版） 1987.3　ISBN 4-57-120028-5
- 『教育心理学』（佐藤泰正, 新井邦二郎共編、学芸図書） 2002.11　ISBN 4-76-160370-4

### 監修
- 『朝倉心理学講座』全19巻（朝倉書店） 2005 - 2007
- 『朝倉実践心理学講座』全10巻（朝倉書店） 2009 - 2015
- 『心理学総合事典』（楠見孝共同監修、朝倉書店） 2006.6　ISBN 978-4-25-452015-6
- 『ポジティブマインド スポーツと健康、積極的な生き方の心理学』（新曜社） 2010.4[12]　ISBN 978-4-78-851195-8
- 『感情と思考の科学事典』（松原望共同監修、朝倉書店） 2010.4　ISBN 978-4-25-410220-8

### 翻訳
- 『認知革命 知の科学の誕生と展開』（ハワード・ガードナー、佐伯胖共訳、産業図書） 1987.8
- 『心のシミュレーション ジョンソン・レアードの認知科学入門』（フィリップ・ジョンソン=レアード、横山昭一,  中溝幸夫, 守一雄共訳、新曜社） 1989.11
- 『インタフェースの認知工学 人と機械の知的かかわりの科学』（J・ラスムッセン、赤井真喜, 加藤隆, 田辺文也共訳、啓学出版） 1990.2
- 『認知科学通論』（N・A・スティリングス, J・L・ガーフィールド, D・A・ローゼンバウム, L・B・ベーカー・ワード, M・H・ファインシュタイン, E・L・リスランド, S・E・ワイスラー、新曜社） 1991.2
- 『頭の働きを科学する 学習・記憶・脳』（P・チャンス, T・G・ハリス、村越真, 高田理孝, 古川聡共訳、マグロウヒル出版） 1991.10
- 『心の働きを科学する 感情・性格・心理療法』（P・チャンス, T・G・ハリス、村越真, 次良丸睦子, 渡辺弥生共訳、マグロウヒル出版） 1991

## 社会的活動
- 学校法人 東京成徳学園 理事・評議員[13]
- 大学設置・学校法人審議会 大学設置分科会専門委員会 委員（2001年 - 2003年）[14][15][16]
- 日本教育心理学会 理事[17]